# جيرالد ماهوني
جيرالد ماهوني (بالإنجليزية: Gerald Mahoney)‏ هو موظف مدني ونقابي وسياسي أسترالي، ولد في 24 مايو 1892 في أستراليا، وتوفي في 16 سبتمبر 1955 في هوبارت في أستراليا. حزبياً، نشط في حزب العمال الأسترالي. وقد انتخب عضو مجلس نواب تسمانيا عن دائرة دنيسون ‏ (9 مايو 1931 – 9 يونيو 1934) وانتخب عضو مجلس النواب الأسترالي عن دائرة Division of Denison ‏ (15 سبتمبر 1934 – 21 سبتمبر 1940).